# マークワンタワー長津田

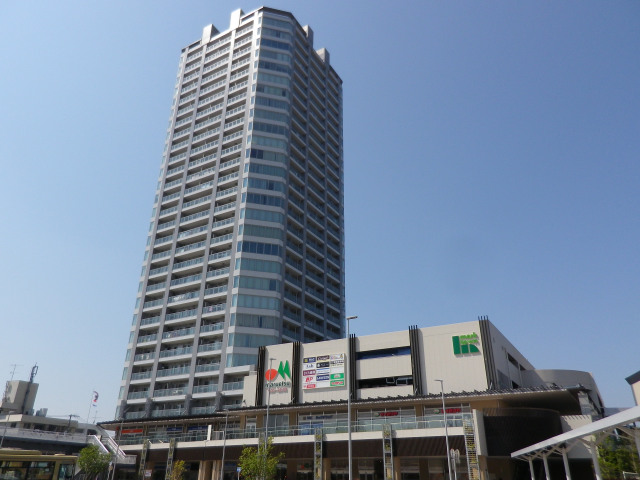
マークワンタワー長津田

マークワンタワー長津田（マークワンタワーながつた）は、神奈川県横浜市緑区長津田にある超高層マンション。

## 概要
長津田駅北口地区第一種市街地再開発事業として駅前広場と共にマークワンタワー長津田が整備された。もともとは長津田駅北口の駐輪場や駐車場として使われていた。総事業費は約153億円の見込み。敷地は市有地を中心とする2.2ヘクタールである。
- 高層マンション－28階建て
- 区民文化センター

## 沿革
- 1981年（昭和56年）度 - 長津田駅北側再開発研究会発足。
- 2005年（平成17年） - 都市計画素案（旧素案）説明会。
- 2007年5月 - 新素案説明会。
- 2007年11月16日 - 横浜市の都市計画審議会で都市計画決定。
- 2010年10月1日 - 着工。
- 2013年3月27日 - 竣工。
- 2013年10月 - 	区民文化センターオープン。